# محمد بهاری

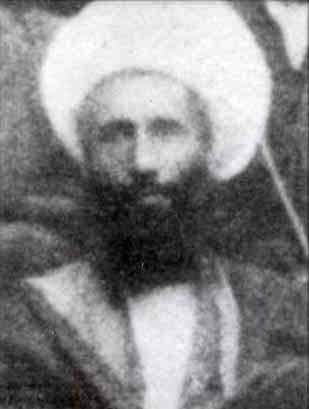
محمد بهاری

محمد بهاری از علماء و عرفای معاصر شیعه است.

## زندگی
محمّد بهاری همدانی فرزند میرزا محمد در سال ۱۲۶۵ قمری (۱۲۲۸ خورشیدی) در شهر بهار چشم به جهان گشود. میرزا محمّد بهاری دارای ۳ پسر به نام‌های: صادق، فرّخ و محمّدحسین و یک دختر به نام خانم بود. میرزا محمّد کاسب بود و وضعیت مالی نسبتاً خوبی داشت. از قراین و شواهد پیداست که او از راه خرید و فروش و کشاورزی، امرار معاش می‌کرد. محمد در ۳۲ سالگی با اخذ درجهٔ اجتهاد به نجف عازم شد. وی در نجف از همراهان ملا حسینقلی همدانی گردید و تا پایان حیات حسینقلی همراه وی بود. محمد در اواخر عمر به زادگاهش بهار برگشت و در سال ۱۳۲۵ قمری (۱۲۸۶ خورشیدی) درگذشت.

## آثار
- تذکرةالمتقین

از مکتوبات محمد بهاری:
"سالهاست که بر من بینوا صبحی گذشت و شامی؛ از کوی آن دلبر با وفا نه قاصدی نه پیامی، نه نامه ای نه سلامی! ندانم به این قالب بی روح صبر ایّوب داده شده یا عمر نوح وعده شده! به بیداری انتظار می‌کشم خبری نمی‌شنوم می‌خوابم اثری نمی‌بینم هر طرف می‌روم به جایی نمی‌رسم از هر که می‌پرسم نشانی نمی‌یابم… از آن طرف هم آتش نمرودی هجران ءانا فانا در ازدیاد! چه کنم؟!"

## استادان
- ملاجعفر
- میرزا محمود بروجردی
- ملا حسینقلی همدانی

## نظر دیگران
- سید علی خامنه‌ای: محمد بهاری افزون بر کتاب تذکره‌المتقین، نوشته یا نوشته‌های دیگری نیز داشته.
- آقا بزرگ تهرانی در کتاب الذریعه الی تصانیف الشیعه، از کتاب «منشآت» بهاری یاد می‌کند.

## شاگردان
- شیخ لطیف بهاری
- سید علی قاضی
- سید جمال الدین گلپایگانی

## نمونه‌ای از اشعار
بهاری در کتاب تذکرةالمتقین گفته است:
| دؤنیاده حق سنی منه ورسین، جزا گؤنؤ   |  | قوی ایله‌سین بهشت‌ده غلمان مضایقه  |
| من دین و دل نه نوعیله سندن اسیرگه‌ایم |  | ترسایه دینین اتمه‌دی صنعان مضایقه |

یعنی: خدا در دنیا تو را به من عطا کند. بگذار در روز جزا غلمان (کنایه از نعمات بهشتی) در بهشت التفات خود را از ما مضایقه کند. من چگونه دین و دلم را از تو دریغ کنم؛ در حالی که شیخ صنعان دینش را از یک دختر ترسا دریغ نداشت.
بیت ذیل نیز منسوب به اوست:
| زاهد منی یاللاتمه اُ دؤنیاده اُت اُلماز |  | اُنلار کی یانَرلر، اُتی بوردان آپارَرلر |

یعنی: ای زاهد مرا فریب مده، در آن دنیا (قیامت) آتشی نخواهد بود؛ (بلکه) کسانی که (در آتش دوزخ) می‌سوزند، آتش را از این‌جا (با خود) می‌برند.